# The Great American Bash 1997
The Great American Bash (1997) fu l'undicesima edizione del pay-per-view di wrestling della serie Great American Bash, la settima ad essere prodotta dalla World Championship Wrestling. L'evento si svolse il 15 giugno 1997 presso la The MARK of the Quad Cities di Moline (Illinois), Stati Uniti.
Durante il match tra Glacier e Wrath, Mortis venne ammanettato ad un sostegno del ring. Al termine del match, Mortis & Wrath ammanettarono Glacier alle corde del ring e lo aggredirono. A causa della sconfitta con Akira Hokuto, Madusa fu costretta a ritirarsi. Kevin Greene schienò Steve McMichael dopo che Jeff Jarrett colpì accidentalmente quest'ultimo con una valigetta metallica.

## Risultati
| N. | Risultati | Stipulazione                                           | Durata |
| -- | --- | ------------------------------------------------------ | ------ |
| 1  | Ultimate Dragon sconfigge Psychosis (con Sonny Onoo)                                                                                   | Single match                                           | 14:20  |
| 2  | Harlem Heat (Booker T & Stevie Ray) (con Sister Sherri) sconfiggono The Steiner Brothers (Rick Steiner & Scott Steiner) per squalifica | Tag team match                                         | 12:02  |
| 3  | Konnan sconfigge Hugh Morrus | Single match                                           | 10:34  |
| 4  | Glacier sconfigge Wrath (con James Vandenberg & Mortis)                                                                                | Single match                                           | 12:02  |
| 5  | Akira Hokuto (con Sonny Onoo) sconfigge Madusa                                                                                         | Title vs. Career match per il WCW Women's Championship | 11:41  |
| 6  | Chris Benoit sconfigge Meng | Death match                                            | 14:59  |
| 7  | Kevin Greene sconfigge Steve McMichael (con Debra McMichael)                                                                           | Single match                                           | 09:21  |
| 8  | The Outsiders (c) (Scott Hall & Kevin Nash) sconfiggono Ric Flair & Roddy Piper                                                        | Tag team match per il WCW World Tag Team Championship  | 10:02  |
| 9  | Randy Savage (con Miss Elizabeth) sconfigge Diamond Dallas Page (con Kimberly Page)                                                    | Falls Count Anywhere match                             | 16:56  |